# Podsmykowce
 Podsmykowce (ukr. Підсмиківці) – dawna wieś, obecnie w granicach wsi Smykowce na Ukrainie, w obwodzie tarnopolskim, w rejonie tarnopolskim.

## Historia
Dawniej wieś, która w połowie XIX w. stanowiła odrębną w gminę jednostkową w Bezirk Skałat Królestwa Galicji i Lodomerii (23 mieszkańców w 1854 roku). Od 1867 w powiecie tarnopolskim. Następnie zniesiona i połączona w jedną gminę ze Smykowcami.
Obecnie jest to południowo-wschodnia część Smykowców nad rzeką Hniezdeczną przy samym lotnisku smykowieckim.